# Toyota Avensis

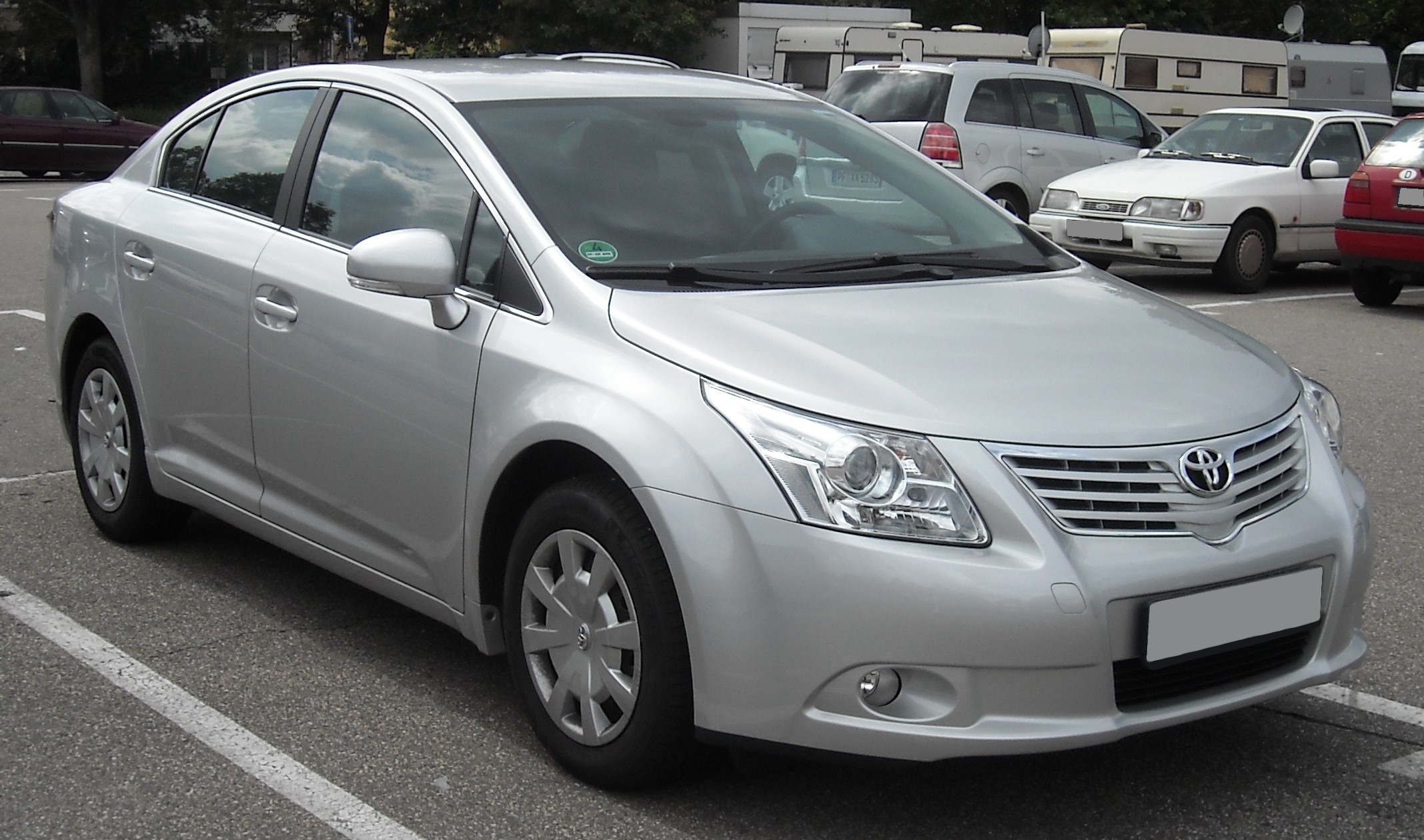
Toyota Avensis III. generace

Toyota Avenis je osobní automobil střední třídy, který v letech 1997 – 2018 vyráběla japonská automobilka Toyota.

## Současná verze
Třetí generace Toyoty Avensis (kód modelu T270) byla odhalena na autosalonu v Paříži 2008, do prodeje šla v lednu 2009.
Avensis získal pět hvězdiček. V souladu s poslední Euro NCAP hodnocení systému s 81% celkového skóre a 90% bodů za bezpečnost cestujících dospělých.

## Motory
- 1,6litrový 1ZR-FAE 132 koní (98 kW)
- 1,8litrový 2ZR-FAE 147 koní (110 kW)
- 2,0litrový 3ZR-FAE 152 koní (113 kW)
- 2,2litrový motor D-4D 126 koní (94 kW)
- 2,2litrový motor D-CAT 150 koní (112 kW)
- 2,2litrový motor D-CAT 177 koní (132 kW)
- 2,4litrový motor vvt-i